# Nabis (chi rệp)
Nabis là một chi damsel bugs. Chi này có các loài sau :
| - Nabis blackburni White, 1978 - Nabis curtipennis Blackburn, 1888 - Nabis ferus (Linnaeus, 1758) - Nabis gagneorum Polhemus, 1999 - Nabis giffardi Van Duzee, 1936 - Nabis kaohinani (Kirkaldy, 1909) - Nabis kavahalu (Kirkaldy, 1907) - Nabis kerasphoros (Kirkaldy, 1907) - Nabis koelensis Blackburn, 1888 - Nabis lolupe (Kirkaldy, 1908) - Nabis lusciosus White, 1877 - Nabis morai (Kirkaldy, 1902) - Nabis nesiotes (Kirkaldy, 1909) | - Nabis nubicola (Kirkaldy, 1909) - Nabis nubigenus (Kirkaldy, 1908) - Nabis oscillans Blackburn, 1888 - Nabis paludicola (Kirkaldy, 1908) - Nabis plicatulus - Nabis pele (Kirkaldy, 1909) - Nabis procellaris (Kirkaldy, 1908) - Nabis rubritinctus Blackburn, 1888 - Nabis sharpianus (Kirkaldy, 1902) - Nabis silvicola (Kirkaldy, 1908) - Nabis subrufus White, 1877 - Nabis sylvestris (Kirkaldy, 1908) - Nabis tarai (Kirkaldy, 1902) - Nabis truculentus (Kirkaldy, 1908) |

## Hình ảnh

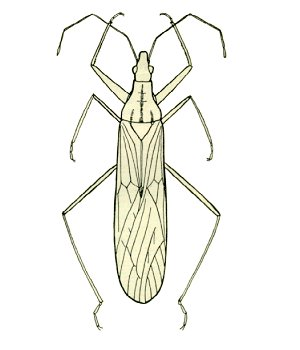
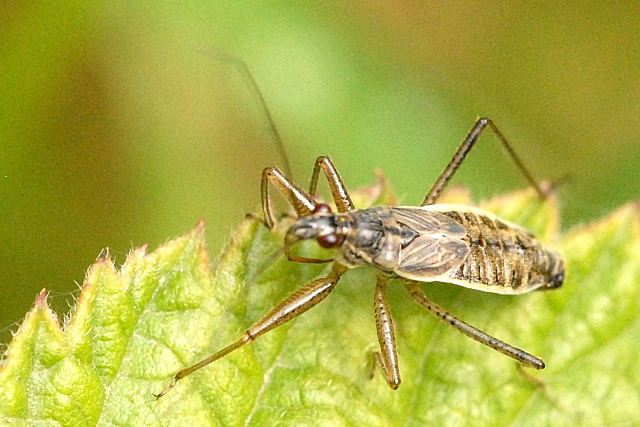
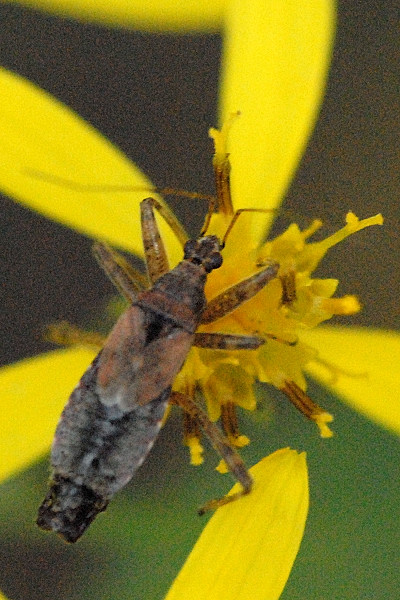
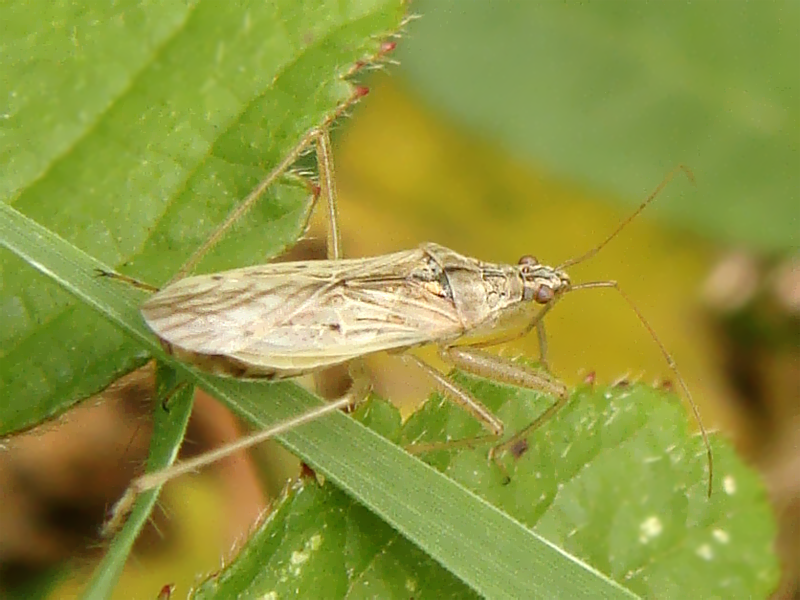